# Maladera tsienhsiangensis
Maladera tsienhsiangensis är en skalbaggsart som beskrevs av Kobayashi 2007. Maladera tsienhsiangensis ingår i släktet Maladera och familjen Melolonthidae. Inga underarter finns listade i Catalogue of Life.